# Вкус жизни
«Вкус жизни» (англ. No Reservations) — американская романтическая трагикомедия 2007 года. Ремейк немецкого фильма «Неотразимая Марта» (2001). Режиссёр фильма Скотт Хикс снял его по сценарию Кэрол Фукc, написанном по мотивам немецкого фильма «Неотразимая Марта» Сандры Неттельбек. В главных ролях американского ремейка Кэтрин Зета-Джонс и Аарон Экхарт, которые сыграли в этом фильме пару поваров. В фильме звучит музыка Филипа Гласса, а также песня «The Lion Sleeps Tonight» (из мультфильма «Король Лев») и ария «Nessun dorma» (из оперы «Турандот») в исполнении Лучано Паваротти.

## Сюжет
Кейт (Кэтрин Зета-Джонс), шеф-повар популярного манхэттенского ресторана, берёт на себя опеку дочери своей погибшей сестры.
Пока она пытается разобраться с этой семейной трагедией, управляющая рестораном нанимает ей во временные помощники общительного и жизнерадостного Ника, и он настолько успешно справляется со своими обязанностями, что, по мнению Кейт, имеет претензии на её должность шеф-повара этого ресторана.
Фильм повествует о том, как меняются отношения главных героев, когда они начинают узнавать друг друга, и о том, как Ник помогает главной героине наладить отношения с её осиротевшей племянницей — Зои.

## В ролях
| Актёр             | Роль                      |
| ----------------- | ------------------------- |
| Кэтрин Зета-Джонс | шеф-повар Кейт Армстронг  |
| Аарон Экхарт      | второй повар Ник Палмер   |
| Эбигейл Бреслин   | племянница Кейт Зои       |
| Патриша Кларксон  | владелица ресторана Паула |
| Дженни Вэйд       | повар Лэя                 |
| Лили Рэйб         | официантка Бернадет       |
| Зои Кравиц        | няня Шарлотта             |
| Боб Балабан       | психотерапевт             |

Фильм дублирован объединением «Мосфильм-мастер» на производственно-технической базе киноконцерна «Мосфильм» по заказу кинокомпании «Каро-Премьер» в 2007 году.

## Критика
На сайте агрегаторе Rotten Tomatoes у фильма 42 % свежести, что основано на 160 обзорах, со средним рейтингом 5,2 / 10.
Консенсусный отзыв критиков: «Эта романтическая комедия может хорошо выглядеть на бумаге, но она слишком предсказуема и меланхолична для жанра».
На Metacritic фильм имеет среднюю оценку 50 из 100, основанную на 33 оценках критиков, с указанием «смешанные или средние отзывы».